# Daan de Groot
Daniël de Groot (conocido como Daan de Groot; Ámsterdam, 25 de mayo de 1933-Ámsterdam, 8 de enero de 1982) fue un deportista neerlandés que compitió en ciclismo en la modalidad de pista. Ganó una medalla de bronce en el Campeonato Mundial de Ciclismo en Pista de 1953, en la prueba de persecución individual.

## Medallero internacional
| Campeonato Mundial | Campeonato Mundial | Campeonato Mundial | Campeonato Mundial         |
| Año                | Lugar              | Medalla            | Competición                |
| ------------------ | ------------------ | ------------------ | -------------------------- |
| 1953               | Zúrich (Suiza)     | Medalla de bronce  | Persecución individual (A) |